# Špitalič pri Slovenskih Konjicah
Špitalič pri Slovenskih Konjicah je naselje v Občini Slovenske Konjice, v neposredni bližini Žičke kartuzije. Tu je bila okrog leta 1190 za potrebe laičnih bratov kartuzijanskega samostana zgrajena »spodnja hiša« kartuzije - ecclesia minor, danes je od nje ohranjena samo romanska cerkev Marijinega obiskanja. Cerkvica je izredno zanimiva zaradi vhodnega portala z luneto.
Ime Špitalič je pomanjševalnica besede »špital«, bolnišnica. Špitalič je namreč nudil gostoljubje popotnikom in oskrboval »Zgornji samostan«. Med turškimi vpadi je bil spodnji samostan v 15. stoletju uničen in bratje laiki so se preselili v zgornji samostan. 
Skozi naselje teče potok Žičnica. Špitalič je okrog 5 km oddaljen od naselja Žiče. 